# Youssou N'Dour
Youssou Madjiguène N'Dour (wòlof: Yuusu Nduur; Dakar, 1 d'octubre de 1959) és un músic, percussionista, autor i compositor senegalès.
El seu èxit començà a notar-se a França el 1989 després de la sortida del seu quart àlbum The Lion. Amb tot, no va ser fins a 1994 que va arribar la seva consagració quan es feu famós internacionalment gràcies a la cançó 7 Seconds que cantava en duo amb la cantant sueca Neneh Cherry.
D'ençà d'aquella època ha treballat amb diversos artistes famosos mundialment, com ara Peter Gabriel (amb qui interpretà Shaking The Tree), Sting, Bruce Springsteen, Manu Dibango o Alan Stivell.
El 2004, la revista Rolling Stone digué d'ell que era "probablement el més famós dels cantants contemporanis" a gran part del continent africà. El paper de Youssou N'Dour ha estat cabdal en el desenvolupament de la música popular senegalesa coneguda com a mbalakh.
Actualment és ministre de Cultura i Turisme del Senegal des del 4 d'abril de 2012 en el govern d'Abdoul Mbaye.
L'octubre del 2020, Youssou N'Dour es va unir a la prestigiosa Reial Acadèmia Sueca, segons la institució.

## Discografia
- Bitim Rew (1984)
- Nelson Mandela (1986)
- Immigrés (1988)
- The Lion (1989)
- Set (1990)
- Eyes Open (1992)
- The Guide (Wommat) (1994)

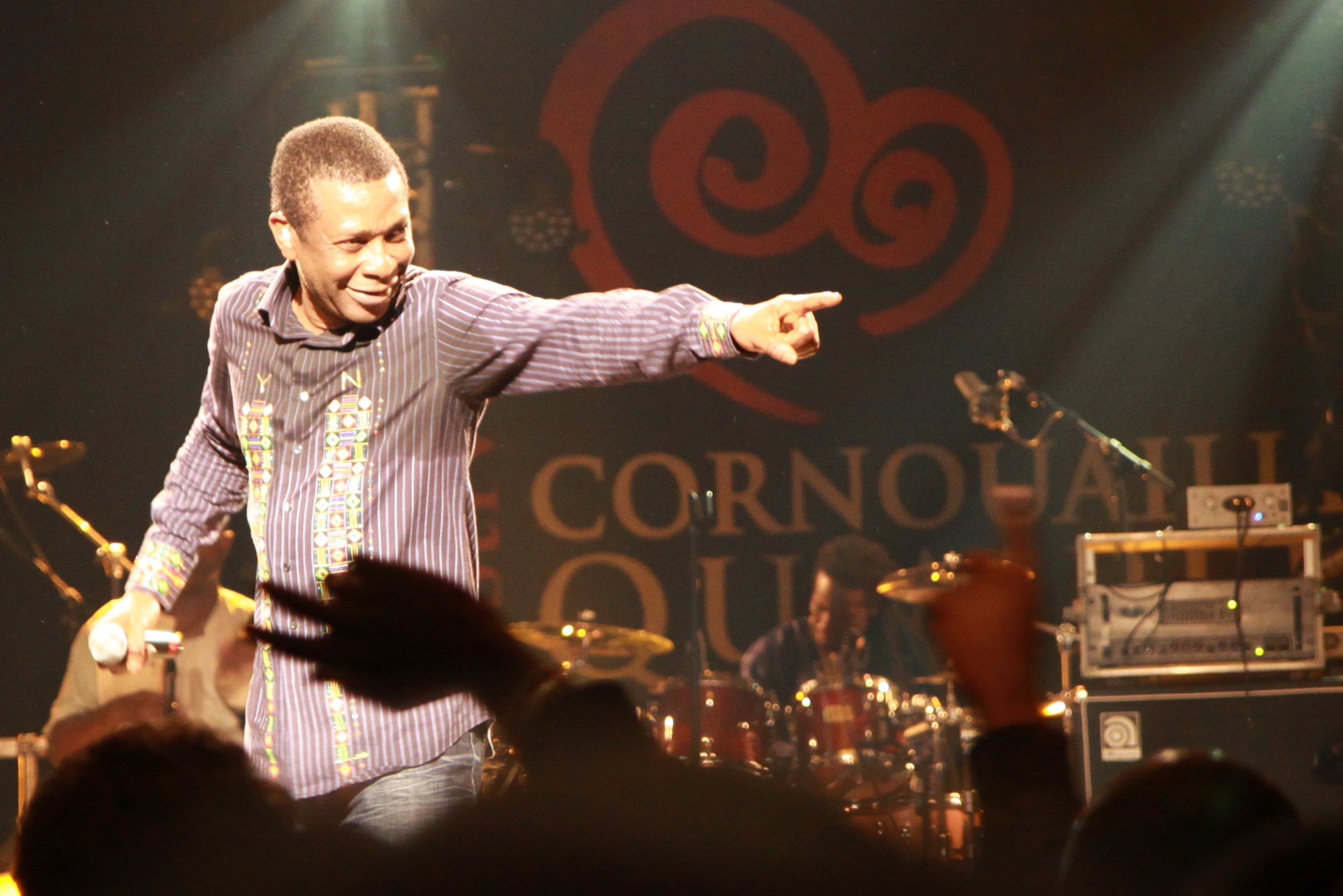
N'Dour el 2010 al Festival de Cornualla a Quimper (Bretanya).

- Gainde – Voices from the Heart of Africa (1995)
- Djamil (1996)
- Inédits 84-85 (1997)
- Special Fin D'année Plus (1999)
- Lii (2000)
- Joko: From Village To Town (2000)
- Joko: The Link (2000)
- Rewmi (2000)
- Le Grand Bal (2000)
- St. Louis (2000)
- Le Grand Bal à Bercy (2001)
- Ba Tay (2002)
- Nothing's In Vain (2002)
- Youssou N'Dour and His Friends (2002)
- Kirikou (2004)
- Egypt (2004)
- Alsaama Day (2007)
- Rokku Mi Rokka (2007)
- Special Fin D'année : Salegne-Salegne (2009)
- Dakar - Kingston (2010)
- Mbalakh Dafay Wakh (2011)
- Fàtteliku (2014)
- Africa Rekk (2016)
- Seeni Valeurs (2017)
- Respect (2018)
- History (2019)
- Mbalax (2021)